# Cécile Alvergnat
Cécile Alvergnat, née le 8 juin 1941, est une consultante et entrepreneuse française dans le domaine de la télématique et des services en ligne.

## Biographie
Cécile Alvergnat naît le 8 juin 1941. 
Elle milite depuis l'âge de 15 ans, engagée à gauche, soutenant l'anticolonialisme, la réforme pédagogique et scolaire post-68, la défense des consommateurs, le féminisme.     
Elle commence une carrière de journaliste à la radio et à la télévision, spécialisée dans la littérature jeunesse.    
En 1983, la Direction générale des Télécommunications — qui a donné naissance plus tard à France Télécom — distribue 1 500 Minitel à Vélizy, près de Paris, pour tester des services en ligne. Cécile Alvergnat est présente en tant qu'observatrice car elle effectue un travail de journaliste pour la Caisse des dépôts et consignations. C'est à ce moment-là qu'elle comprend que les débuts de la télématique sont prometteurs et qu'il y a là matière à entreprendre. Ce qu'elle fait à 40 ans. Elle commence sa carrière de femme d'affaires dans la télématique en créant, avec Pierre Guinchat,        
CRAC en septembre 1984 sous forme d'une SARL au capitale de 20 000 F. Pourquoi ce nom ? « J'étais déjà persuadée que le minitel introduirait des changements de comportements, des craquements dans nos habitudes. La prévision était juste ».       
Avec CRAC, elle développe des services très diversifiés : messagerie rose ; services éducatifs d'aide aux devoirs, S.O.S. DEVOIRS ; les corrigés du bac ; un site de jeu 3615 CRACJ et tout un ensemble de services destinés à répondre aux questions de la vie quotidienne.
En 1987, elle fonde les « Jardins du Minitel », un restaurant à Montparnasse, ancêtre des cybercafés, où chaque table était dotée d'un minitel permettant aux consommateurs de se connecter et de dialoguer, par des messageries. Elle fonde également le GESTE (Groupement des éditeurs de services en ligne). Elle entre au conseil d'administration de l'ACSEL (Association pour le commerce et les services en ligne). 
À la fin des années 1990, elle se déleste de ses charges d'entrepreneuse pour œuvrer en faveur de la défense des citoyens à l'ère d'internet. En 1999, elle est nommée membre de la Commission nationale de l'informatique et des libertés (CNIL) par le gouvernement Jospin, et y présente en particulier un rapport intitulé « Internet et la collecte de données personnelles auprès des mineurs » en 2001,. 
Cécile Alvergnat apparaît dans le roman La Théorie de l'information d'Aurélien Bellanger, son restaurant y est décrit de la manière suivante : « Entre l’agence matrimoniale et la maison close virtuelle, le restaurant branché et la fantaisie architecturale postmoderne, Les Jardins du Minitel faisaient un lieu de premier rendez-vous idéal ».

## Publications
- Le publipostage électronique et la protection des données personnelles, rapport pour la CNIL, 1999 [lire en ligne]
- Votre entreprise sur l'Internet : guide pratique du commerce électronique, éditions Maisonneuve & Larose, 2000  (ISBN 978-2-70681-466-2)
- Internet et la collecte de données personnelles auprès des mineurs, rapport pour la CNIL, 200, [lire en ligne]
- (en coll) Qu'est-ce que les technologies ?, volume 5, 2006  (ISBN 978-2-73810-935-4)

## Distinctions
Le 11 juillet 2008, Cécile Alvergnat est nommée au grade de chevalier dans l'ordre national de la Légion d'honneur au titre de  « directrice d'un centre technologique ; 42 ans d'activités professionnelles. ».

## Pour approfondir